# 平壌-香山観光道路
平壌-香山観光道路（ピョンヤン-ヒャンサンかんこうどうろ）は朝鮮民主主義人民共和国平壌市順安区域から平安南道を経て平安北道香山郡を結ぶ総延長約120Kmの高速道路である。1995年10月12日竣工。

## 概要
首都平壌と景勝地妙香山を約1時間半で結ぶ、片側二車線の観光用高速道路。北朝鮮観光ツアーの定番とされる妙香山を訪れる際に利用され、紙媒体・ネット媒体で公開されている各種の北朝鮮旅行記でもこの高速道路に関して触れられている。北朝鮮の自動車普及事情もあり、高速道路を通行する車両は少ない。

## 通過する地域
- 平壌市
  - 順安区域
- 平安南道
  - 平原郡 - 粛川郡 - 文徳郡 - 安州市
- 平安北道
  - 博川郡 - 寧辺郡 - 球場郡 - 香山郡